# Südafrikanische Volleyballnationalmannschaft der Männer
Die südafrikanische Volleyballnationalmannschaft der Männer ist die Auswahl südafrikanischer Volleyballspieler, welche die Volleyball South Africa (VSA) auf internationaler Ebene, beispielsweise in Freundschaftsspielen gegen die Auswahlmannschaften anderer nationaler Verbände, aber auch bei internationalen Wettbewerben repräsentiert. 1992 trat der nationale Verband dem Weltverband Fédération Internationale de Volleyball (FIVB) bei. Im Oktober 2021 wurde die Mannschaft auf dem 20. Platz der kontinentalen Rangliste geführt.

## Internationale Wettbewerbe

### Südafrika bei Weltmeisterschaften
Die Mannschaft konnte sich bisher nicht für eine Weltmeisterschaft qualifizieren.

### Südafrika bei Olympischen Spielen
Bisher gelang es der Mannschaft nicht, sich für die olympischen Wettbewerbe zu qualifizieren.

### Südafrika bei Afrikameisterschaften
Die Mannschaft kann bisher acht Teilnahmen an der Afrikameisterschaft vorweisen:
| - 1967: nicht qualifiziert - 1971: nicht qualifiziert - 1976: nicht qualifiziert - 1979: nicht qualifiziert - 1983: nicht qualifiziert - 1987: nicht qualifiziert - 1989: nicht qualifiziert - 1991: nicht qualifiziert - 1993: 8. Platz - 1995: nicht qualifiziert - 1997: 7. Platz - 1999: nicht qualifiziert | - 2001: 3. Platz - 2003: 7. Platz - 2005: 8. Platz - 2007: 4. Platz - 2009: 7. Platz - 2011: 7. Platz - 2013: nicht qualifiziert - 2015: nicht qualifiziert - 2017: nicht qualifiziert - 2019: nicht qualifiziert - 2021: nicht qualifiziert |

### Südafrika bei den Afrikaspielen
Südafrikas Volleyballnationalmannschaft der Männer nahm bisher fünfmal an den Wettbewerben der Afrikaspiele teil: 1999 erreichte die Mannschaft mit dem vierten Platz ihre beste Platzierung, außerdem wurde zweimal der fünfte (1995 und 2003) sowie je einmal der sechste (2007) und siebte Platz (2011) erreicht.

### Südafrika beim World Cup
Südafrika kann bisher keine Teilnahme am World Cup – dem Qualifikationsturnier für die Olympischen Spiele – vorweisen.

### Südafrika in der Weltliga
Die Weltliga fand bisher ohne südafrikanische Beteiligung statt.